# 陳世念
陳世念（1984年4月8日—）為臺灣籃球教練、前運動員。

## 球員生涯
陳世念過去曾效力於台灣啤酒、台灣大、裕隆納智捷、山東高速金星和寶島夢想家，主打控球後衛位置。個人專屬贊助商為NIKE，但曾因為車禍頂罪事件，一度造成他籃球生涯的危機。2007年亞洲籃球錦標賽，因在與香港隊賽後，不願與香港隊球員握手，再次重創其在籃球場上的形象。

## 教練生涯
陳世念於2021年7月卸下球員身份加入P. LEAGUE+新北國王教練團擔任助理教練。2022年跨聯盟籃球邀請賽擔任PLG RISING STARS教練負責臨場調度，於2022年9月23日對上中華培訓隊的比賽中，因和裁判溝通過程較為激動遭連吹2次技術犯規並驅逐出場。2022年11月10日離開新北國王。2022年11月17日重返P. LEAGUE+福爾摩沙夢想家擔任助理教練。2025年8月1日，福爾摩沙夢想家宣布助理教練陳世念離隊。

## 外部連結
- 陳世念的Instagram帳戶
- 陳世念在fiba.basketball（英语）
- 陳世念在fiba.basketball（英语）
- 陳世念在archive.fiba.com（存檔）（英语）
- 陳世念在中国男子篮球职业联赛官網
- 陳世念在超級籃球聯賽官網
- 陳世念在Basketball-Reference.com（國際）（英语）
- 陳世念在Eurobasket.com（球員）（英语）
- 陳世念在Eurobasket.com（球員）（英语）
- 陳世念在RealGM（球員）（英语）
- 陳世念在中国篮球数据库
- 陳世念在Flashscore（英语）